# Erna Zarges-Dürr
Erna Zarges-Dürr, geborene Dürr (* 15. Juli 1907 in Heilbronn; † 4. Juli 2002 in Murnau), war eine deutsche Gold- und Silberschmiedemeisterin mit eigener Werkstatt in Heilbronn.

## Leben
Erna Dürr wurde am 15. Juli 1907 in Heilbronn geboren. Von 1914 bis 1924 besuchte sie eine höhere Töchterschule. Bei der Silberwarenfabrik Peter Bruckmann & Söhne in Heilbronn, seinerzeit eine der größten Silberwarenfabrik Deutschlands, erlernte sie 1924 bis 1927 als einzige Frau unter den Lehrlingen das Silberschmiedehandwerk und ließ sich zur Silberarbeiterin ausbilden. Während ihrer Lehrzeit freundete sie sich mit Paula Strauss an, die 1925 bei der Silbermanufaktur für das Entwerfen von Bestecken eingestellt worden war.
Von 1927 bis 1930 studierte Erna Dürr mit dem Schwerpunkt Schmuckgestaltung und Emaille u. a. bei Theodor Wende und Adolf Sautter an der Kunstgewerbeschule in Pforzheim. Hier erlernte sie den Art-déco-Stil. Von 1930 bis 1932 war Erna Dürr Gesellin bei den Juwelieren Ernst Treusch (1881–1968) in Leipzig und H.J. Wilm in Berlin, die sie handwerkliche Qualitätsarbeit lehrten.
Mit ihrem Verlobten Robert Fischer (1906–1941), Werkstattleiter bei Treusch, unternahm sie 1932 den Schritt in die Selbstständigkeit und bezog ein Atelier in Leipzig. Die Leipziger Arbeiten zeugen von geometrischen Elementen wie Kegel, Kubus und Kreis.

## Werkstatt Zarges-Dürr
1932 bestand Erna Dürr ihre Meisterprüfung im Gold- und Silberschmiedhandwerk und gründete nach der Trennung von Robert Fischer 1933 eine eigene Werkstatt in Heilbronn. 1937 heiratete sie Walter Zarges und zog mit ihm zunächst nach Stuttgart und 1939 nach Weilheim in Oberbayern. Walter Zarges baute dort die Lichtmetallwerke Zarges auf. 1941 zogen sie nach Murnau am Staffelsee, wo Erna Zarges-Dürr weiter selbständig arbeitete.

## Rezeption
Erna Zarges-Dürr war als Designerin auch international erfolgreich. Bereits 1929 erhielt sie auf der Weltausstellung in Barcelona einen Grand Prix für eine abstrakt gravierte Teedose und einen Pokal, zusammen mit Paula Straus stellte sie im Namen der Silberwarenfabrik Peter Bruckmann & Söhne aus. 1937 erhielt sie eine Goldmedaille mit Ehrendiplom auf der Weltausstellung in Paris und 1940 auf der Triennale in Mailand erhielt sie Ehrenurkunden.

## Ausstellungen
- 1934: Ausstellung „Deutsche Werkkunst“ im Staatlichen Kunstgewerbemuseum in Wien
- 1938: Ausstellung „Deutsche Architektur- und Kunsthandwerk-Ausstellung“ im Haus der deutschen Kunst in München
- 1938: Ausstellung „Gold und Silber“ im Landesgewerbemuseum Stuttgart
- 1938: „Internationale Handwerkerausstellung“ in Berlin
- 1940: Ausstellung „Deutsche Werkarbeit“ in Bern und Zürich, zusammen mit Goldschmiedekolleginnen Elisabeth Treskow und Toni Koy
- 1984: Ausstellung „Erna Zarges-Dürr. Klassische Goldschmiedekunst“ im Deutschen Goldschmiedehaus in Hanau

## Werke
- Teedose für die Weltausstellung in Barcelona, 1929, Ausführung: Peter Bruckmann & Söhne, Heilbronn, Silber, Email, Bröhan-Museum Berlin
- Große Schale für die Weltausstellung in Barcelona, 1929, Ausführung: Peter Bruckmann & Söhne, Heilbronn, Silber, gedrückt und gehämmert, Bröhan-Museum Berlin (Dauerleihgabe aus Privatbesitz)
- Parmesanschale mit Löffel, um 1930/32, Ausführung: Ernst Treusch Werkstätten / Willi Stoll, Leipzig, Silber, handgeschmiedet, Bröhan-Museum Berlin
- Teedose, 1936, Silber, handgeschmiedet, Bröhan-Museum Berlin (Dauerleihgabe aus Privatbesitz)